# Фрауројт
Фрауројт (њем. Fraureuth) општина је у њемачкој савезној држави Саксонија. Једно је од 33 општинска средишта округа Цвикау. Према процјени из 2010. у општини је живјело 5.600 становника. Посједује регионалну шифру (AGS) 14524060.

## Географски и демографски подаци
Фрауројт се налази у савезној држави Саксонија у округу Цвикау. Општина се налази на надморској висини од 330 метара. Површина општине износи 22,6 km². У самом мјесту је, према процјени из 2010. године, живјело 5.600 становника. Просјечна густина становништва износи 248 становника/km².